# Charbonnage de Marcasse
Le Charbonnage de Marcasse est un site minier d'extraction de houille situé dans le Borinage à Wasmes (Sentier Saint-Ghislain) en Région wallonne de la province de Hainaut. Il est principalement constitué du carreau de la fosse et d'un terril. Aujourd'hui, ce charbonnage doit sa réputation au fait que le peintre Vincent Van Gogh y est descendu en compagnie de mineurs durant son séjour dans le Borinage entre 1878 et 1880.

## Exploitation du Charbon

### Historique de la Houille dans le couchant de Mons
L'historique de la Houille dans les environs de Mons remonte à près d'un millénaire. Plusieurs auteurs le prétendent cependant aucun ne donne de preuves à l'appui, mais il est à remarquer qu'ils font allusion à sa découverte et non à son exploitation. Jean-Jacques Desandrouin disait en 1756 : « Il y a environ 750 années que la découverte et l'usage du charbon de terre sont connus dans le Hainaut impérial. »

Le 31 juillet 1747 les abbés et religieux de l'Abbaye de Saint-Ghislain donne concession confirmée par arrêté royal de maintenue en date du 10 septembre 1828.
Christophe Dieudonné en 1804, dans sa statistique du Nord, prétendait que l'extraction du charbon dans le Hainaut impérial avait commencé au XIe siècle. Auguste Drapiez, en 1823 dans son ouvrage Coup d œil minéralogique sur le Hainaut « prétend que
l'exploitation de la houille y remonte à des époques très reculées, puisque des chartes qui
datent de plus de 800 ans en font mention ». M. C. Pajot-Descharmes dit lui en 1826, « Vers l'an 1000, dit, des mines abondantes de houille furent découvertes autour de la ville de Mons; bientôt leur exploitation suffit à la consommation des habitants du Hainaut; poussée avec vigueur, elle ne tarda pas à fournir aux provinces limitrophes. » Le premier document évoquant le charbonnage est une lettre du Chapitre de Sainte-Waudru qui accorde par lettres un bail du charbonnage de Cuesmes à Gérard Laderière et ses trois associés le 26 janvier 1426. Au XIXe siècle la description du bassin houiller n'est pas aisé ainsi en 1877, Gustave Arnould dans sa description du Bassin houiller du couchant de Mons (page 67) évoque la difficulté de compréhension du système de concession, de compagnies et de charbonnage :  « Rien n'est plus compliqué que ce système d'anciennes concessions qui, par suite de réunions successives par accessions et acquisitions. »
Page 72.« La mine de Grisœuil qui elle-même forme avec les mines de l'Agrappe, de l'Escouffiaux et de Jolimet et Roinge, la propriété de la Compagnie connue sous le nom de Charbonnages-Belges. »

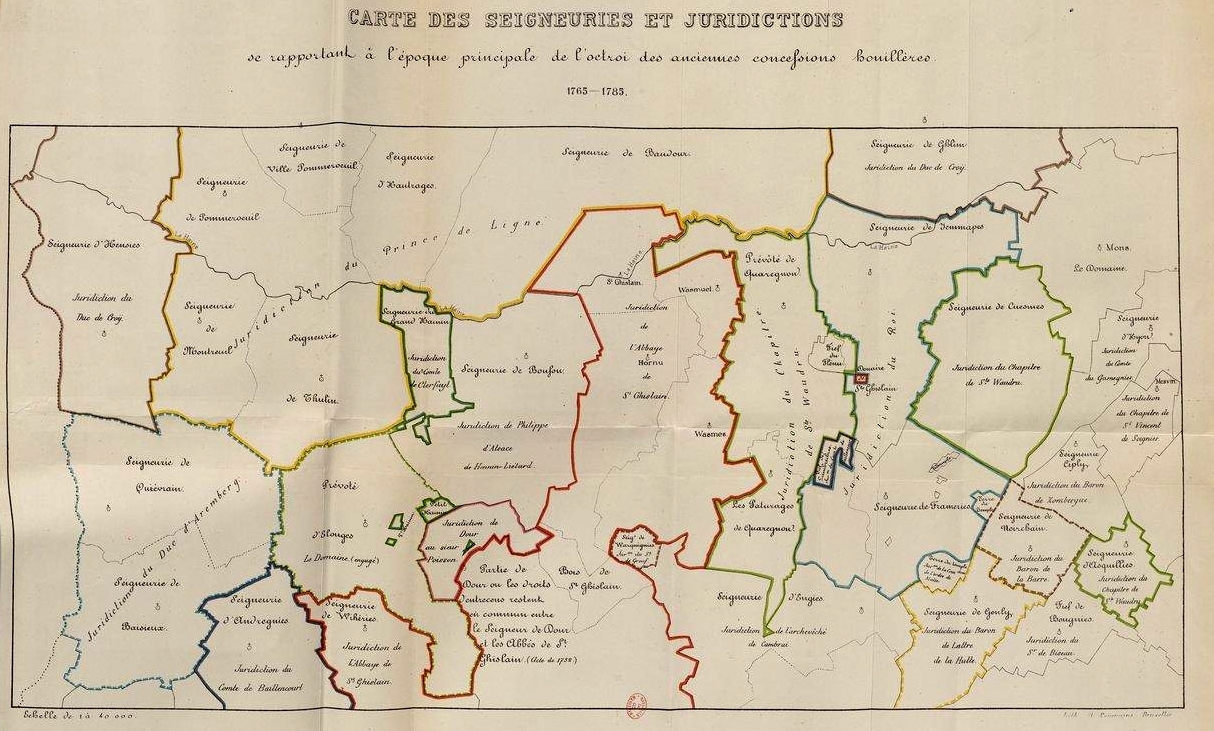
carte des seigneuries et juridictions 1765-1785 à l'époque des concessions des houillères
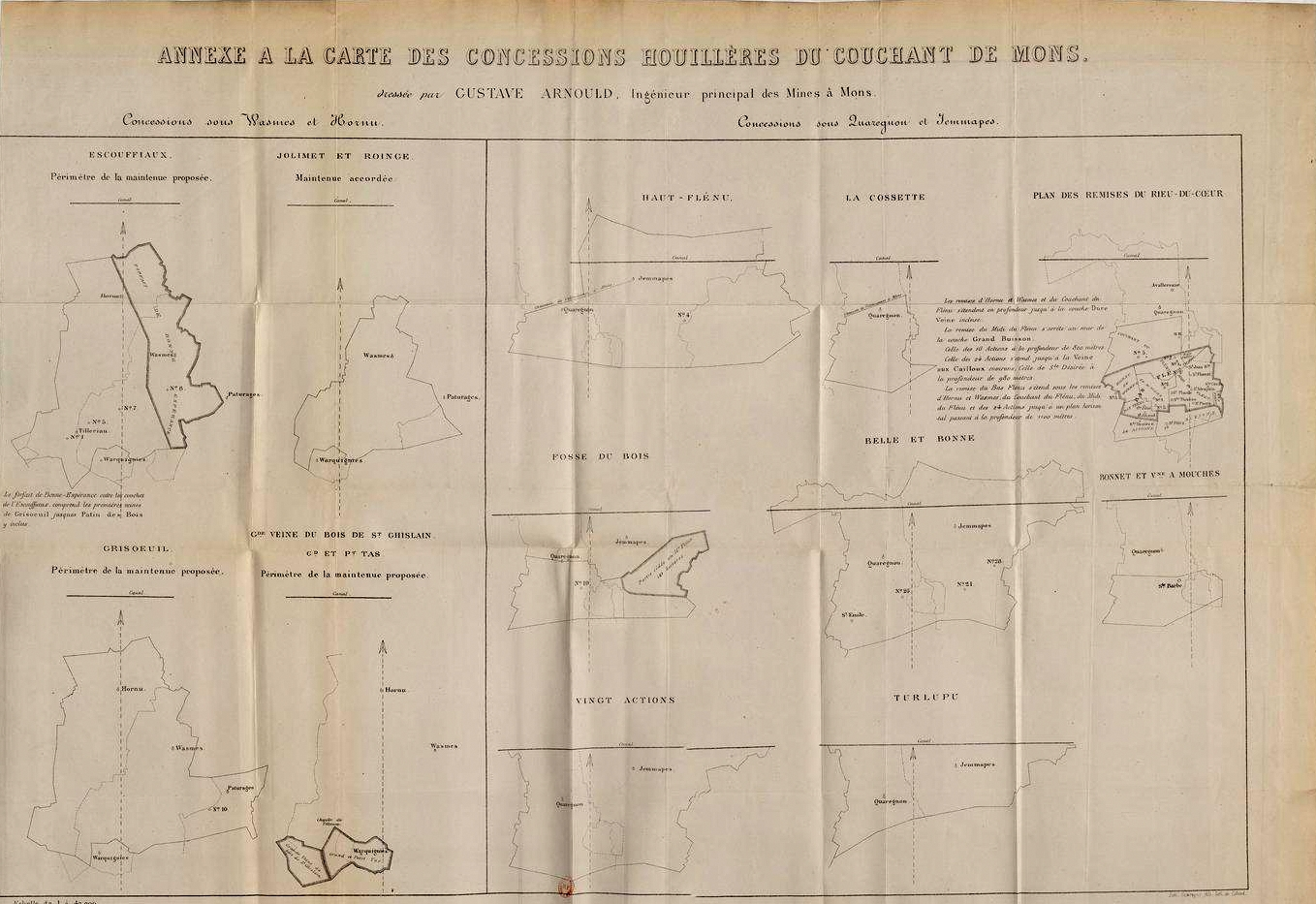
Carte des concessions par Gustave Arnould
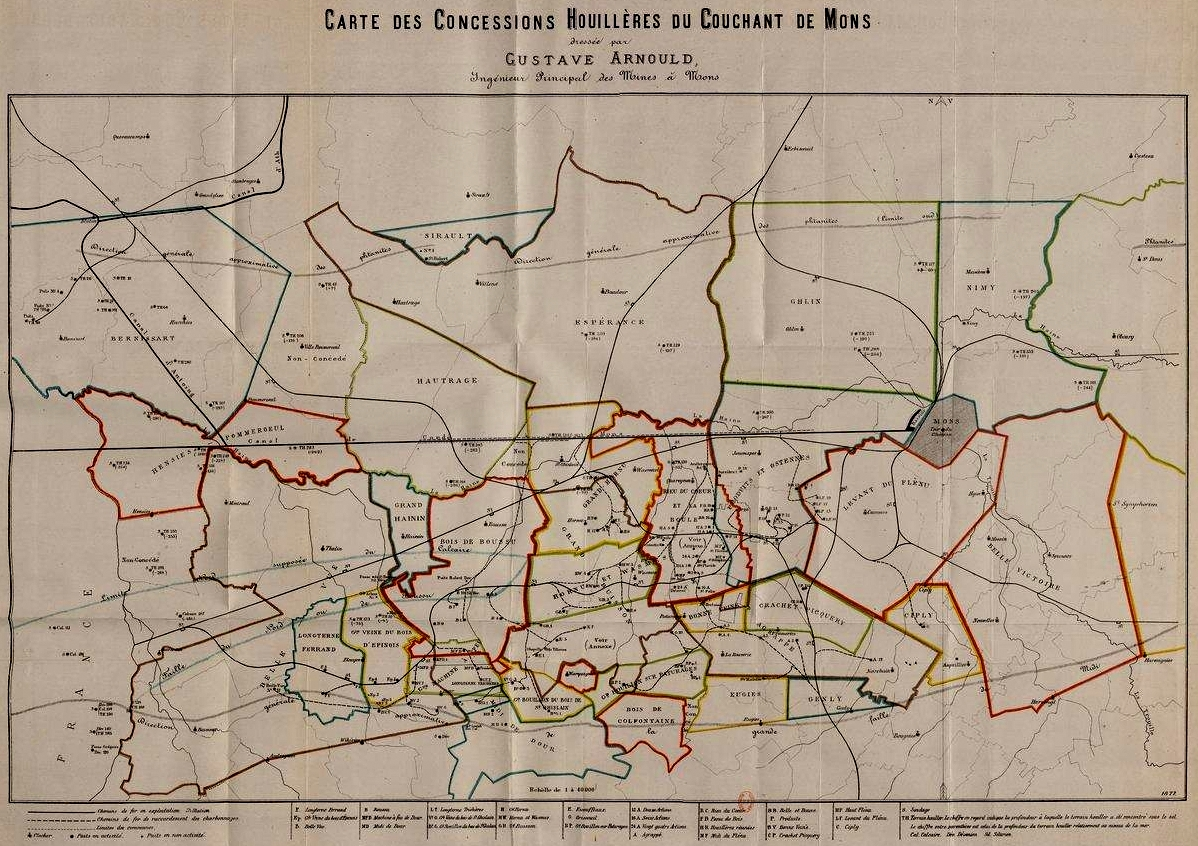
Carte des concessions houillères du couchant de Mons
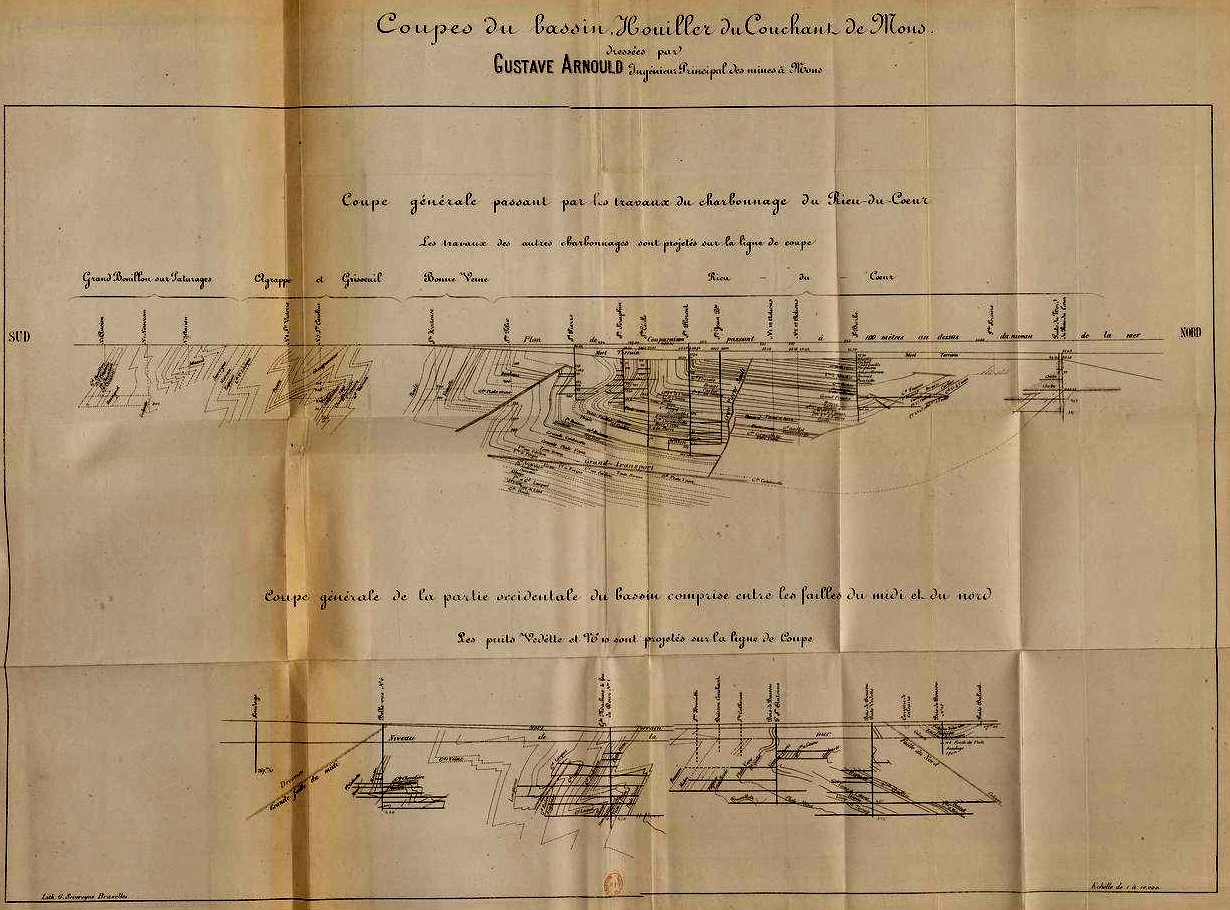
Coupe du Bassin houiller
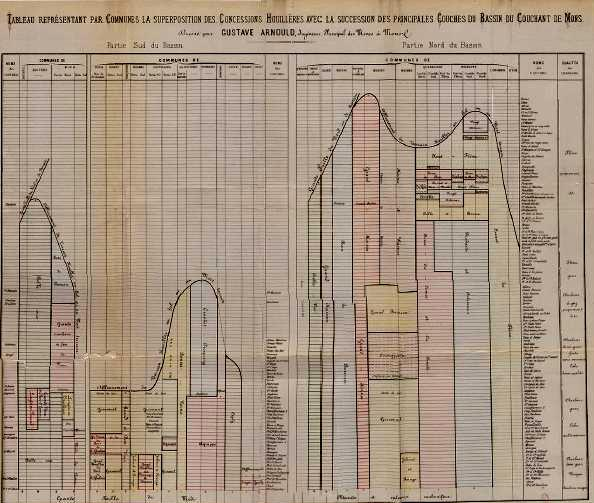
tableau par communes et concessions

Gilles-Joseph de Boussu, écrivain de Mons, dans son livre Histoire admirable de Notre-Dame de Wasmes publiée vers 1735, dit de Wasmes : « Son territoire fournit abondamment une espece de Charbon de terre que l'on appelle de la Houille qui est une pierre noire tendre & sulphureuse ».
Le peintre Vincent van Gogh descendit ici en 1879 à plus de 700 mètres de profondeur, pour partager durant quelques heures le labeur des mineurs. 
Le site de Marcasse a appartenu à divers sociétés par actions, à la Compagnie de Charbonnages-Belges, en 1920 Charbonnage de Frameries cette société détient 11 puits et dont le directeur-gérant est Georges Cotton.

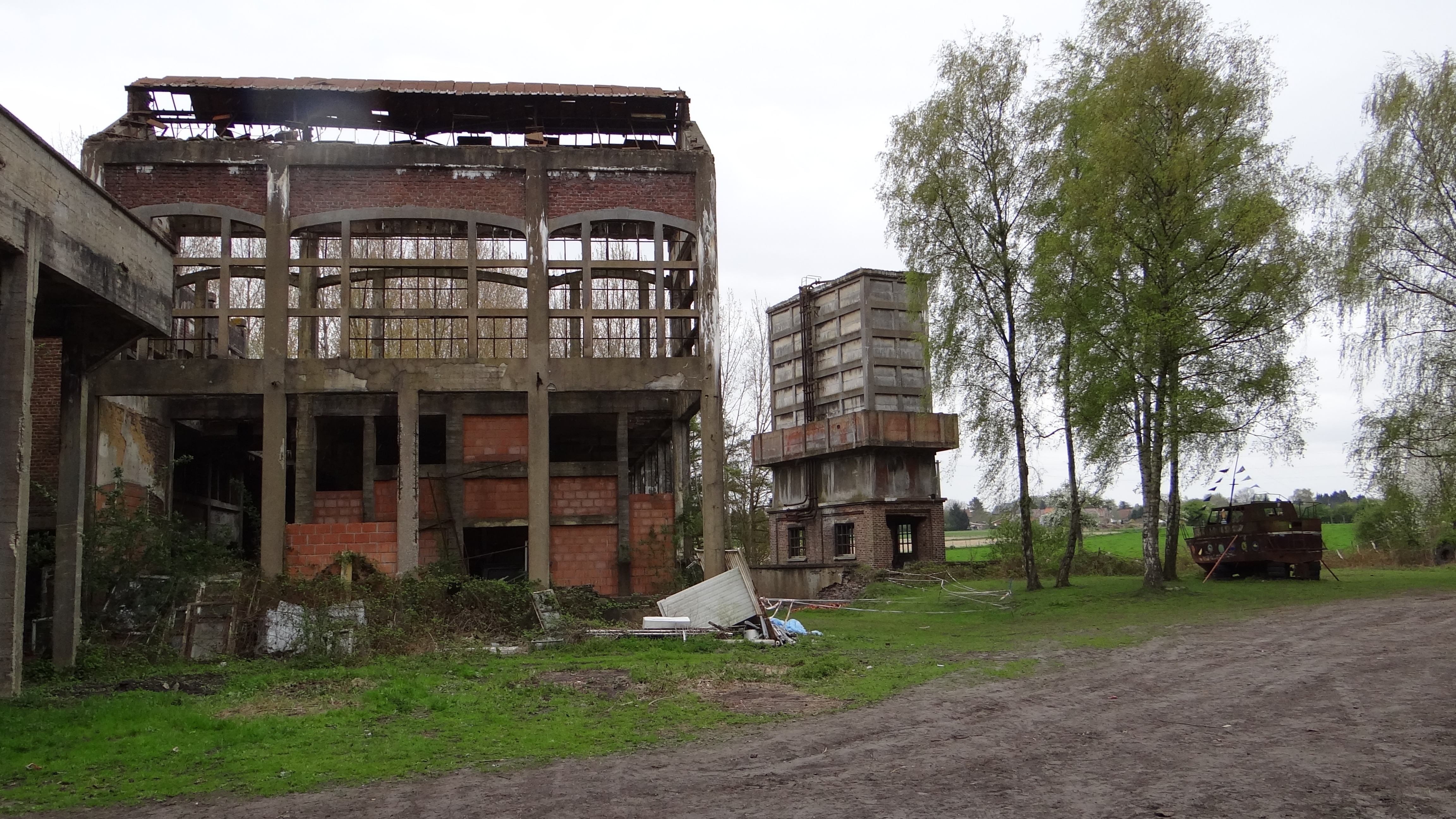
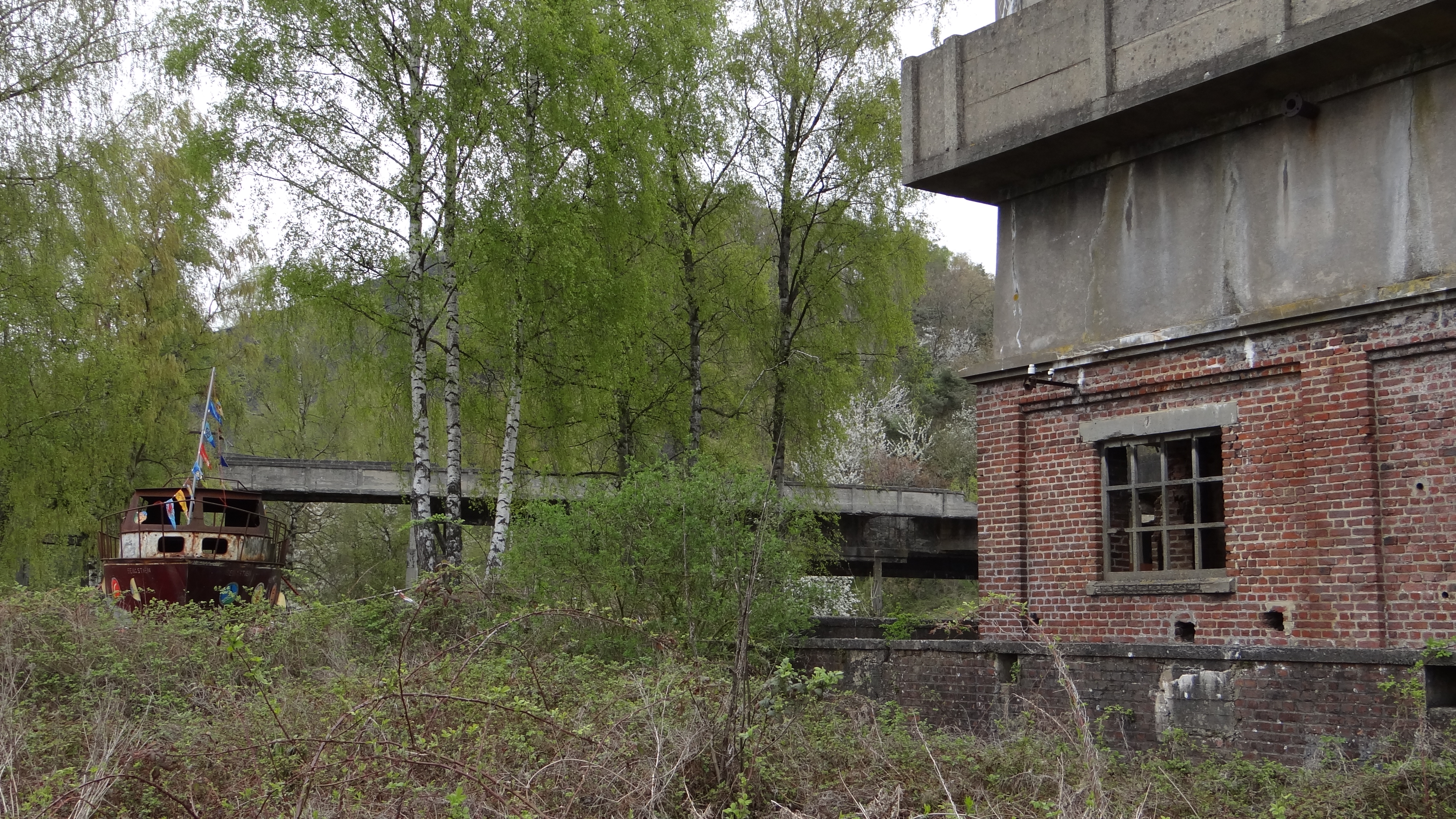
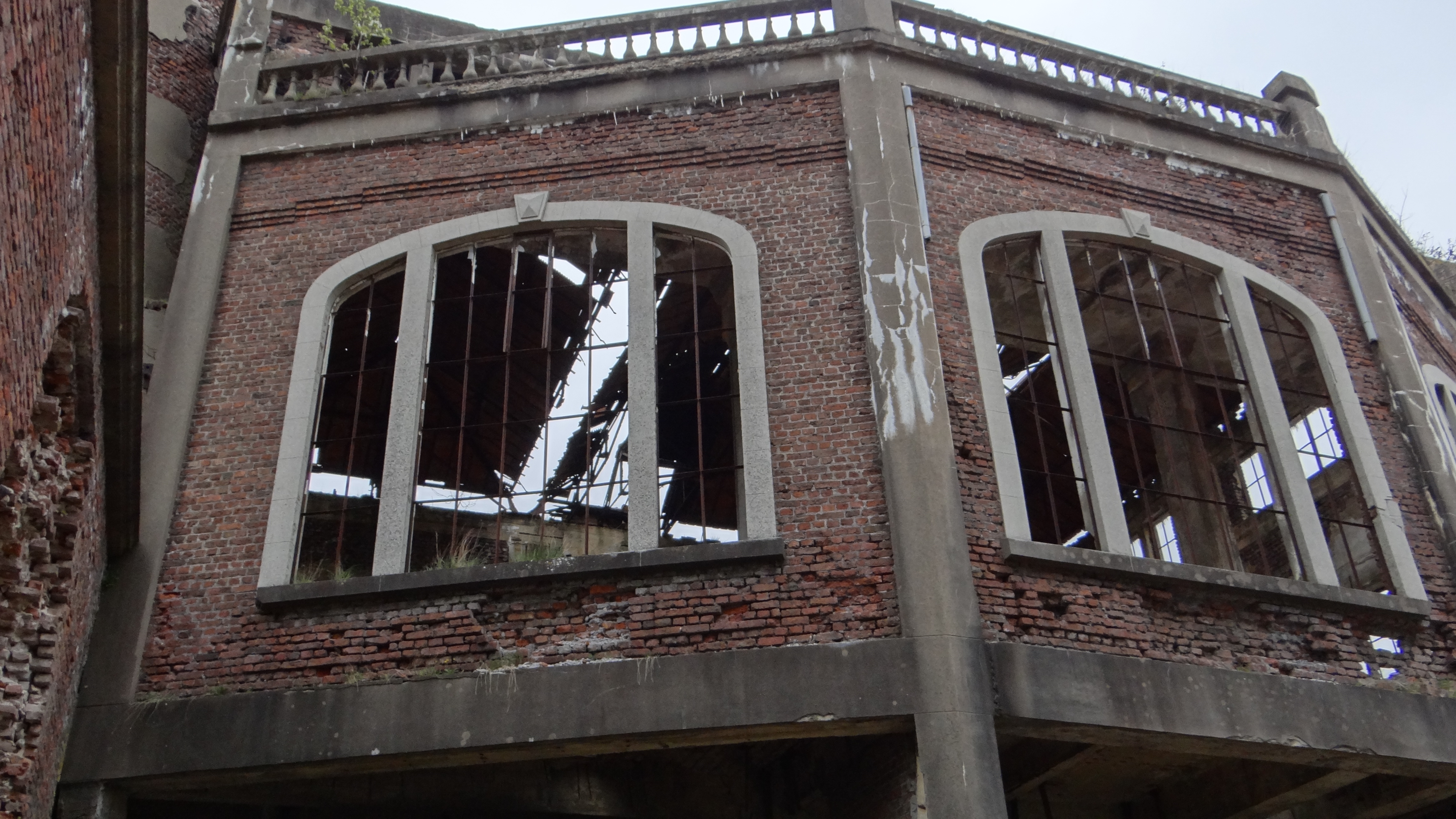
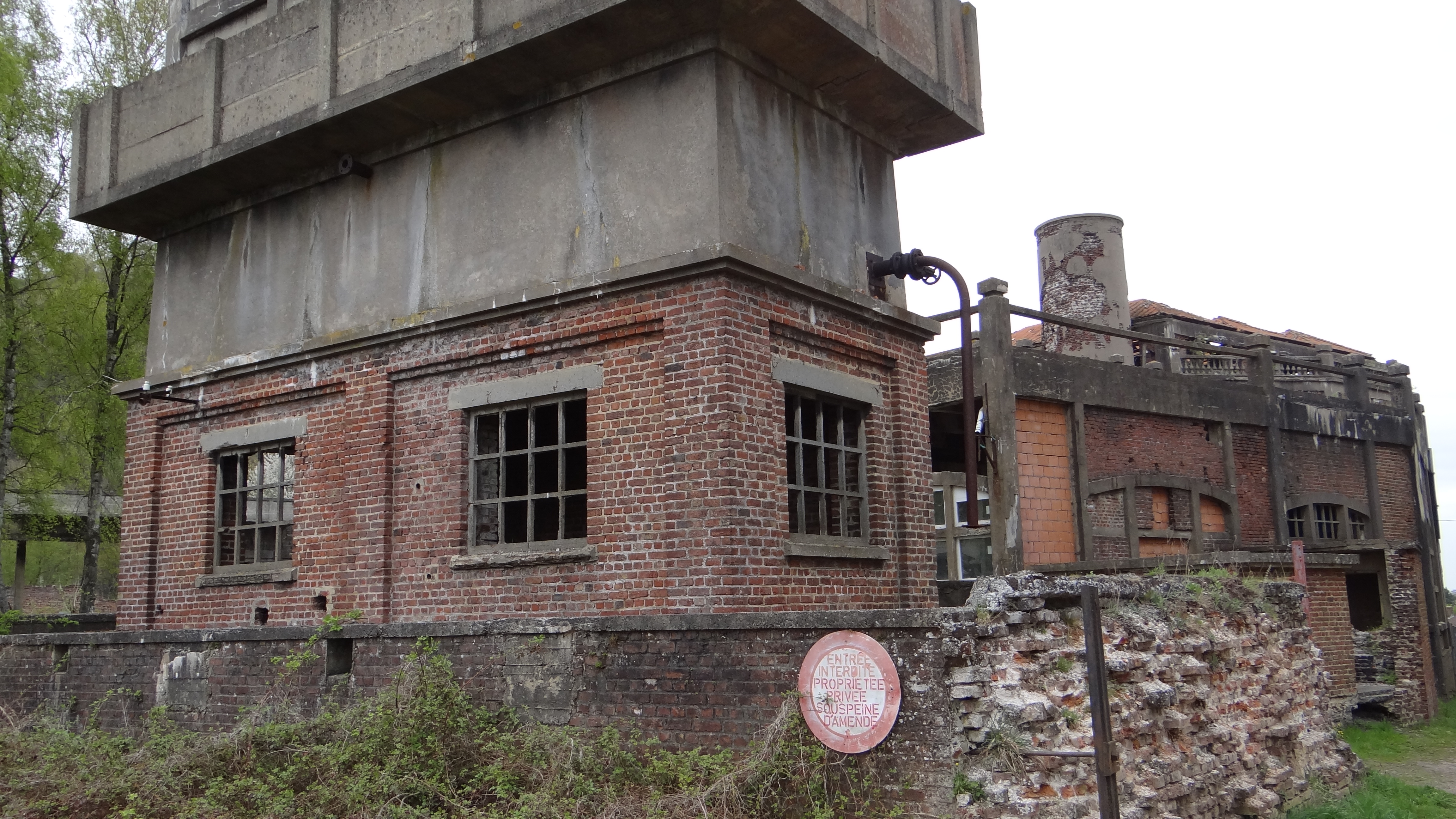
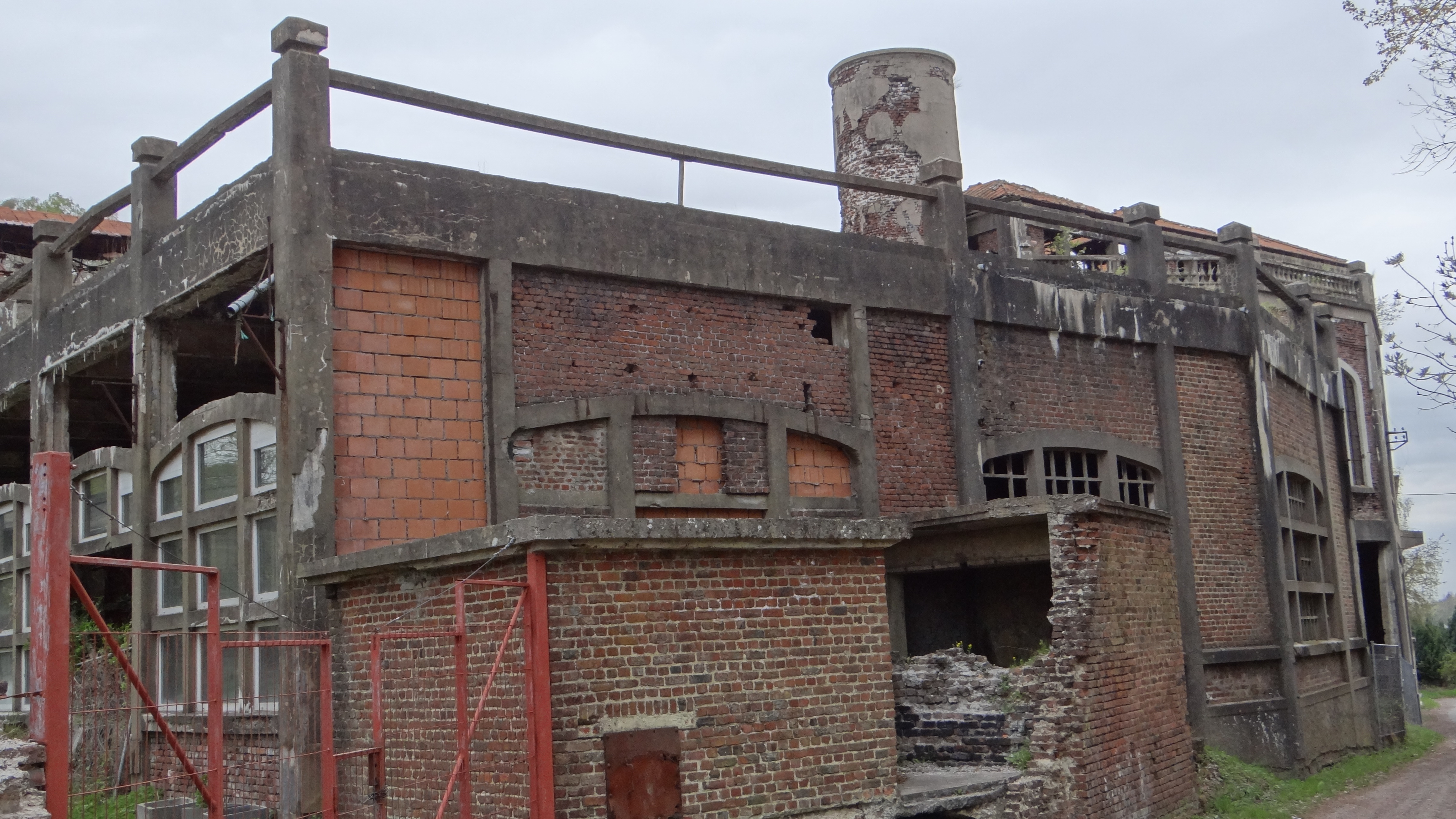
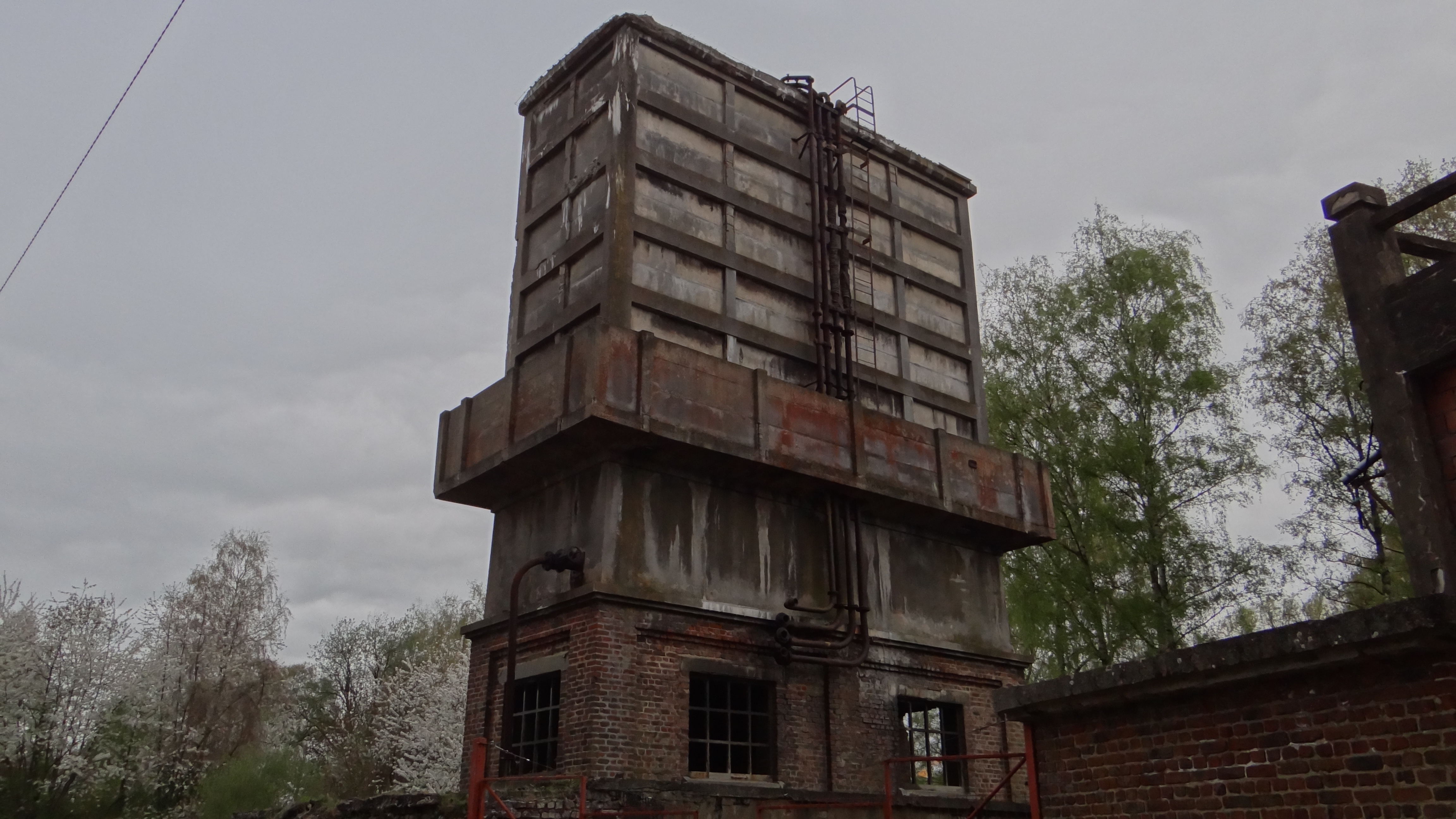

### Terril

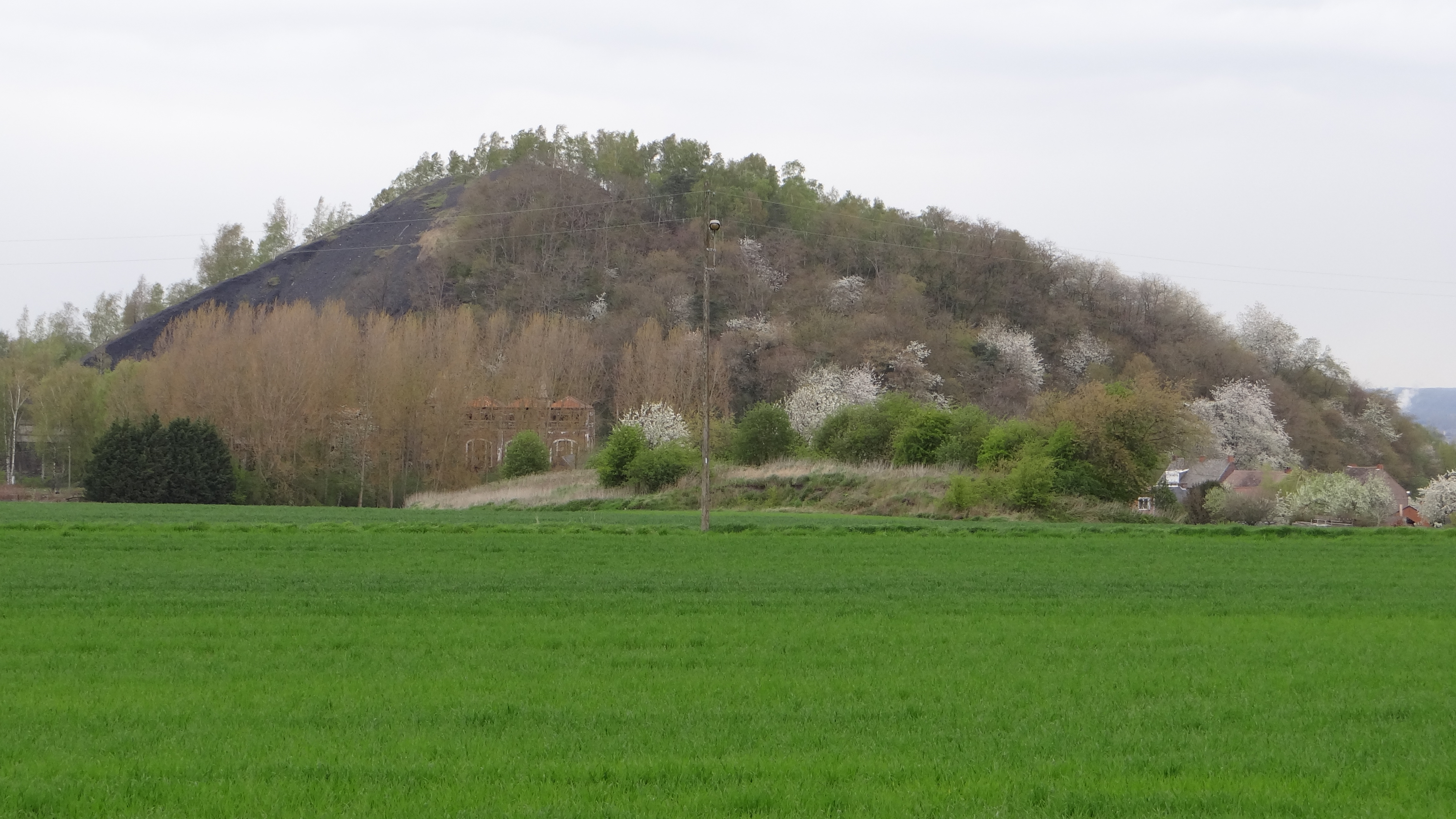
Terril du Charbonnage de Marcasse

Le terril de forme cône et plateau s'étend sur 16 hectares d'un volume de 3 465 m3 provenant du puits no 7 Saint-Antoine Escouffiaux anciennement Charbonnage de Marcasse pour terminer en 1958  dans la concession minière de Agrappe Escouffiaux et Hornu-Wasmes.

### Exploitation sur le territoire de Wasmes
- 1925 : fermeture des puits no 5 dit "Sainte-Caroline" de La Bouverie et du "Grand Bouillon d'en haut" à Wasmes.
- 1930 : fermeture des puits no 3 du "Grand-Buisson" et no 8 "Bonne-Esperance" à Wasmes.
- Novembre 1948 : fermeture du puits no 6 de la S.A du charbonnage d'Hornu et Wasmes.
- 13 janvier 1953 : un coup de grisou au puits de "L'Escouffiaux" de Wasmes fait 17 victimes.
- 29 décembre 1956 : fermeture du puits no 3 d'Hornu et Wasmes, rue du Pont d'Arcole.
- 1957 : fermeture du puits no 5 de la S.A. du charbonnage d'Hornu et Wasmes.
- 20 juillet 1957 : fermeture du puits no 5 à Wasmes.
- 27 décembre 1958 : fermeture des puits du "Grand Trait" à Frameries et des no 7 et 8 dit des "Vanneaux" de la S.A. des charbonnages d'Hornu et Wasmes.

### Catastrophe du 13 janvier 1953

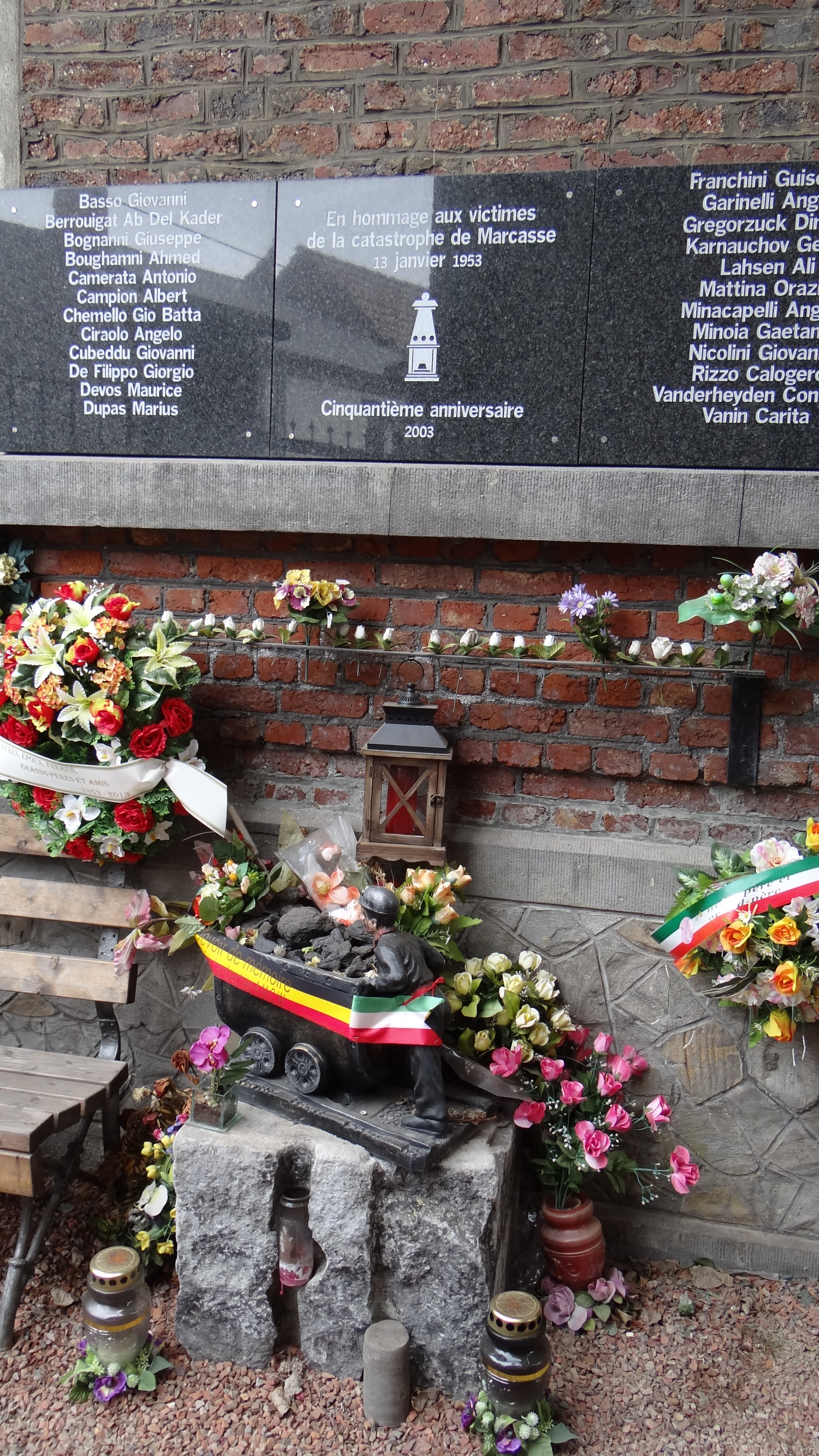
Plaque commémorative du cinquantenaire de la catastrophe du 1953

Selon le témoignage d'Albert Campion dernier survivant en 2008 Vingt et une heures et des poussières… Le 13 janvier 1953, un terrible coup de grisou éclate au charbonnage de Marcasse à Colfontaine. Dix sept trouvent la mort. Trois autres décèdent des suites de leurs blessures et de leurs brûlures. La dernière victime s’éteint le 17 mars. Trois Belges, dix Italiens, deux Ukrainiens et deux Algériens sont tués et neuf sont blessés, tous âgés entre 25 et 30 ans.

### Démolition
La commune assigne les propriétaires pour exiger la démolition des bâtiments du site. Les jugements des tribunaux annulent cette mise en demeure.

### Le projet de réhabilitation
En 1993, l'ensemble complet ruine est racheté par Nadine Gravis et Riccardo Barberio avec le projet de réhabiliter ce site historique pour l'accueil d'artistes, d'un développement touristique avec la construction d'un gite. Une association est créée l'ASBL Marcasse & Mémoire.

## La Société Anonyme du Charbonnage d’Hornu et Wasmes
Les lettres HW de la tête de puits no 7 Saint-Antoine révèle que Marcasse a appartenu à la Société Anonyme du Charbonnage d’Hornu et Wasmes puis aussi à la Compagnie de Charbonnages-Belges.

## Réserves Naturelles
- Réserve naturelle de Marcasse et alentours  Colfontaine est classée Natura 2000[6]

## Les arts et Marcasse

### Peinture
- Vincent Dubrunfaut réalisa une huile sur toile A Marcasse, après le grisou  1954 42*61 cm Marcinelle[7]

### Cinéma

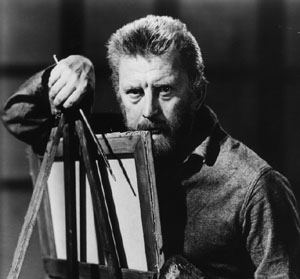
Kirk Douglas dans le rôle de Vincent van Gogh.

En 1955, Kirk Douglas achète les droits du roman d'Irving Stone Lust for life (1934) à la Metro-Goldwyn-Mayer et confie la réalisation à Vincente Minnelli. La Vie passionnée de Vincent van Gogh entraîne Kirk Douglas aux limites de la schizophrénie, l'acteur ayant du mal à entrer sans conséquences dans l'âme tourmentée du peintre. Kirk Douglas dans le rôle de Vincent van Gogh et Anthony Quinn dans celui de Paul Gauguin en 1955 dans le film Van Gogh : Darkness Into Light (titre original) diffusé sous Lust for Life  participèrent à quelques séquences de tournage sur le terril.
À cette époque, le cinéma américain tournait ses films en studios. Mais la réalisation Vincente Minnelli et George Cukor décide de tourner sur place avec les extérieurs puits de mine, terrils. Kirk Douglas vient donc dans le Borinage avec sa deuxième épouse (mariage en 1954) Anne Buydens (née en 1930). Enceinte, elle accouche lors du tournage le 23 novembre 1955, tellement pris par son rôle Kirk Douglas ; donne un deuxième prénom à son fils celui de Vincent qui deviendra le producteur Peter Vincent Douglas. Pour ce film, il est nommé pour l'Oscar du Meilleur Acteur sans toutefois l'obtenir. Kirk Douglas est une figure majeure du cinéma américain, Kirk Douglas fut un des acteurs les plus populaires dans le monde entier dans les années 1950 et 1960.
- Mons 2015 van Gogh dans le Borinage - La Vie passionnée de Vincent Van Gogh a été numérisé et montré en première mondiale pour Mons 2015[9].

### Musique
- Le groupe AHERO a tourné le clip vidéo pour son morceau "L'homme éternel" en août 2016 au Charbonnage de Marcasse